# 10P/Tempel
10P/Tempel (również 10P/Tempel 2 lub Tempel 2) – kometa krótkookresowa, należąca do rodziny Jowisza.

## Odkrycie i nazwa
Kometę tę odkrył niemiecki astronom Wilhelm Tempel 3 lipca 1873 roku. Odkrycia tego dokonał w Mediolanie.

## Orbita komety
Orbita komety 10P/Tempel ma kształt elipsy o mimośrodzie 0,53. Jej peryhelium znajduje się w odległości 1,42 j.a., aphelium zaś 4,71 j.a. od Słońca. Jej okres obiegu wokół Słońca wynosi 5,38 roku, nachylenie do ekliptyki to ok. 12,01˚.

## Właściwości fizyczne
Jest to stosunkowo mało aktywna kometa o krótkim czasie obiegu, zaliczana do rodziny Jowisza. Jej jądro ma wielkość ok. 10,6 km.